# József Vértesy
József Vértesy, geb. József Vrábel (* 19. Februar 1901 in Sombor, Königreich Ungarn; † 21. Dezember 1983 in Budapest), war ein ungarischer Wasserballspieler, Schwimmer und Trainer.

## Leben
Vértesy war der Sohn eines Friseurs. Im Alter von drei Jahren zog er mit seiner Familie nach Budapest. Nach einer Nierenbeckenentzündung begann er auf ärztlichen Rat mit dem Schwimmen und kam so zum Wassersport. In der Folge trat er als Wasserballspieler und Schwimmer für folgende Vereine an: MTK Budapest (1916–1918), III. Kerületi TUE (1918–1920), Ferencvárosi Torna Club bzw. FTC (1920–1928), Magyar AC Budapest (1929–1939) sowie Budapest Sport Egyesület bzw. BSE (ab 1940).
Vértesy nahm am Wasserballturnier der Olympischen Spiele 1924 in Paris teil, bei denen er im Viertelfinale mit der ungarischen Nationalmannschaft mit 2:7 der belgischen unterlag. Vier Jahre später, bei den Olympischen Spielen 1928 in Amsterdam, schlug man erst Argentinien, Amerika und Frankreich, bevor man im Finale auf Deutschland traf und nach einer 2:5-Niederlage nur die Silbermedaille holte. In vier Spielen erzielte Vértesy neun Tore.
Bei den Olympischen Spielen 1932 in Los Angeles traf Ungarn auf Amerika und Japan und anschließend im Finale wieder auf Deutschland. Die Revanche glückte und Vértesy holte nach einem 6:2-Sieg, bei dem er drei Tore warf, mit seinen Mannschaftskollegen György Bródy, Sándor Ivády, Olivér Halassy, Márton Homonnay, János Németh, István Barta, Alajos Keserű, Miklós Sárkány und Ferenc Keserű die Goldmedaille.
Vértesy war außerdem 4-facher Europameister (1926, 1927, 1931, 1934) sowie 7-facher Ungarischer Meister (1921, 1922, 1925–1927, 1929, 1940) im Wasserball. Auch als Schwimmer wurde er zweimal Ungarischer Meister: 1921 mit der 4 × 200-m-Freistilstaffel und 1923 im Mannschafts-Flussschwimmen.
Von 1934 bis 1943 war Vértesy zudem als Trainer der Schwimmabteilung des Budapesti Egyetemi Atlétikai Club tätig. Zu seinen Schülern gehörte Ferenc Csik. 1943/1944 war Vértesy Cheftrainer der ungarischen Wasserballnationalmannschaft. 1951 bis 1953 hatte er eine Gastprofessur an der Sporthochschule in Prag inne. Von 1954 bis 1960 trainierte er die Wasserball-Mannschaft Szolnoki Dózsa, mit der er 4-facher ungarischer Meister wurde (1954, 1957–1959). Parallel dazu trainierte er von 1954 bis 1956 die rumänische Wasserballnationalmannschaft. Ab 1960 war er als Trainer für Központi Sportiskolát (KSI) und Orvosegyetem Sport Club (OSC) tätig. Neben dem Sport arbeitete er auch als Bibliothekar.
Vértesy starb 1983 im Alter von 82 Jahren und wurde auf dem Farkasréti temető begraben.